# Manta Ray
Pour l'album de 2007 de Siouxsie Sioux, voir Mantaray.
Pour plus de détails, voir Fiche technique et Distribution.
Manta Ray (en thaï : กระเบนราหู, Kraben Rahu) est un film dramatique franco-sino-thaïlandais écrit et réalisé par Phuttiphong Aroonpheng, sorti en 2018.  
C'est le premier long-métrage du réalisateur. Le film a eu sa première mondiale à la Mostra de Venise 2018. Il a reçu le prix du meilleur film dans la catégorie Horizons/Orizzonti. 
Le film relate l'histoire d'amitié de deux hommes avec en toile de fond la crise des Rohingyas,. 
Le duo français Snowdrops, composé de Christine Ott et Mathieu Gabry, a créé la musique originale du film ainsi que son design sonore, à l'initiative de Philippe Avril, coproducteur français du film .
Le montage a été réalisé par Lee Chatametikool, connu pour ses différentes collaborations avec Apichatpong Weerasethakul, et le directeur de la photographie Nawarophaat Rungphiboonsophit a été primé au Festival international du film de Thessalonique 2018.

## Synopsis
En Thaïlande, près de la côte où des réfugiés rohingyas ont été retrouvés noyés, un jeune pêcheur à la chevelure blonde peroxydée qui vient d'être plaqué par sa femme découvre dans la mangrove un homme à moitié mort. Il le ramène chez lui et le soigne. Le rescapé reste muet. Le pêcheur lui donne comme prénom Thongchai en référence au célèbre chanteur Thongchai Bird Mac Intyre, lui apprend les bases de son métier et partage amicalement avec lui son quotidien.
Un jour, le pêcheur disparaît mystérieusement. Alors Thongchai prend peu à peu sa place, son travail, sa maison... Il rencontre Saijai, l'ex-femme de son hôte et elle devient son amie...

## Fiche technique
- Titre : Manta Ray
- Titre original : กระเบนราหู (Kraben Rahu )[12]
- Réalisation : Phuttiphong Aroonpheng
- Scénario : Phuttiphong Aroonpheng
- Montage : Lee Chatametikool
- Photographie : Nawarophaat Rungphiboonsophit
- Musique : Snowdrops (Christine Ott, Mathieu Gabry)[9]
- Société de distribution : Jour2Fête (France)[13]
- Pays de production :  Thaïlande,  France,  Chine
- Genre : drame, romance, drame sentimental[14]
- Durée : 105 minutes
- Dates de sortie :
  - Italie : 7 septembre 2018 (Mostra de Venise)
  - France : 24 juillet 2019[15]
- Date de sortie en DVD en France : 3 décembre 2019

## Distribution[16]
- Wanlop Rungkumjad[17] : le pêcheur
- Rasmee Wayrana : Saijai
- Aphisit Hama[18] : Thongchai
- Sanit Pasingchop :
- Kamjorn Sankwan :
- Tawan Hirunyapong :

## Distinctions

### Prix
- Mostra de Venise 2018 : Premier film thaïlandais à remporter le Prix du Meilleur film[19],[20], Sélection Horizons/Orizzonti[21].
- Festival international du film du Caire 2018 : Pyramide d'argent
- Festival international du film de Thessalonique 2018 : Alexandre de Bronze, Meilleure photographie (Nawarophaat Rungphiboonsophit) et Prix spécial du jury / Unesco "Human Values Award"[22]
- Festival international du film de Bombay 2018 : Prix du Meilleur Film
- Festival international du film de Zagreb 2018 : Prix du Meilleur Film
- Festival international du film de Minsk 2018 : Prix special du jury
- Festival international du premier film Annonay 2019 : Grand prix du jury[13]
- Festival du Film de Cabourg 2019 : Mention spéciale du Jury Jeunesse[13]
- Manta Ray nommé parmi les cinq meilleurs films aux Asia Pacific Screen Awards 2018, avec la Palme d'or 2018 Une affaire de famille, ainsi que Burning, La Tendre Indifférence du monde et Balangiga: Howling Wilderness [23]

## Sortie vidéo
Le film sort en DVD chez Jour2fête le 3 décembre. Le DVD comprend le court-métrage Ferris Wheel signé Phuttiphong Aroonpheng (2015, 23 minutes), la bande originale du film, et un livret contenant une note d'intention du réalisateur, une analyse du film et un entretien avec le réalisateur (20 pages).